# Madagascar ai XXIV Giochi olimpici invernali
Il Madagascar ha partecipato ai XXIV Giochi olimpici invernali, che si sono svolti dal 4 al 20 febbraio 2022 a Pechino in Cina, con una delegazione composta da 2 atleti.
Questa è la terza volta che il Madagascar partecipa alle Olimpiadi Invernali e la prima volta che vede gareggiare due atleti.

## Delegazione
| Sport      | Uomini | Donne | Totale |
| ---------- | ------ | ----- | ------ |
| Sci alpino | 1      | 1     | 2      |
| Totale     | 1      | 1     | 2      |

## Risultati

### Sci alpino
| Atleta            | Evento                    | Tempo     | Tempo     | Tempo   | Posizione |
| Atleta            | Evento                    | 1ª manche | 2ª manche | Tempo   | Posizione |
| ----------------- | ------------------------- | --------- | --------- | ------- | --------- |
| Mialitiana Clerc  | Slalom gigante femminile  | 1'08"71   | 1'07"31   | 2'16"02 | 41ª       |
| Mialitiana Clerc  | Slalom speciale femminile | 1'02"22   | 1'00"66   | 2'02"88 | 43ª       |
| Mathieu Neumuller | Slalom gigante maschile   | DNF       | DNF       | DNF     | DNF       |
| Mathieu Neumuller | Slalom speciale maschile  | 1'07"90   | 1'02"88   | 2'10"78 | 41º       |